# Dark Angel (banda)
Dark Angel es un grupo estadounidense de thrash metal formado en Los Ángeles, California en 1981 bajo el nombre inicial de Shellsock, la banda ha sufrido varios cambios de integrantes y separaciones en varias ocasiones. Publicaron discos de 1983 a 1991, hasta su separación en 1992. Su estilo over-the-top (canciones muy rápidas, pesadas y largas con muchos cambios de ritmo, letras de canciones y piezas instrumentales extendidos) les valió el apodo de Cafein Of The Machine "la Cafeína de la Máquina de Los Ángeles".
El grupo se volvió a reunir en 2002, sin embargo, los problemas vocales de Ron Rinehart después de un accidente los obligó a cancelar planes para viajar más lejos. Desde entonces, el grupo estuvo disuelto una vez más. Después de meses de especulación, Dark Angel anunció oficialmente su segunda reunión en octubre de 2013 y desde ese año siguen en activo.

## Historia
Dark Angel se creó en 1981 bajo el nombre de Shellshock que después fue cambiado a Dark Angel en 1983. Al principio tocaban en bares de donde provenían y sacaron demos, no fue hasta 1985 que publicaron su primer álbum We Have Arrived. El álbum dio algo de éxito. Debido a eso en 1986, lanzaron su álbum Darkness Descends, considerado una joya en el género del thrash metal debido a su agresividad.
En este tiempo, Dave Mustaine de Megadeth preguntó a Eric Meyer si quería unirse a Megadeth, pero él se negó con el fin de quedarse con Dark Angel. De acuerdo con una entrevista en Voices from the Dark Side, Eric Meyer afirma que no se sentía cómodo con la situación. 
Rinehart formó la banda de Petróleo en 1997 después de convertirse al cristianismo.
Desde 1993, Hoglan había estado colaborando en una serie de proyectos musicales. Logró una mayor atención durante la década de 1990 tocando con la banda Death, a la vez que el líder de la banda Chuck Schuldiner estaba tomando ese grupo hacia un estilo más progresivo.
El 26 de abril de 2014 en Movistar Arena (Chile) realizan su tan esperado regreso después de una pausa de 30 años a lo que Gene Hoglan  (Testament, Fear Factory, Death, Devin Townsend) En entrevista exclusiva a radio Futuro.cl Dijo: “Va a ser probablemente el público más numeroso ante el cual Dark Angel haya tocado en su vida. Nos hemos presentado ante audiencias de dos mil y seis mil personas, pero yo ya he tocado en este lugar antes, y es un sitio muy grande. Y es un gran festival. Y agrego sobre su reunión, “Hacernos el tiempo para ensayar fue realmente la parte más difícil. Jim Durkin, nuestro guitarrista, y yo hemos hablado durante años sobre reunirnos en algún momento y hacer algo de música juntos, tal vez ni siquiera como Dark Angel, sólo por hacerlo, porque Jim siempre fue un gran compañero de hacer canciones, y yo siempre he admirado su forma de tocar, así que partió como eso, pero terminó evolucionando de nuevo en Dark Angel. Como he dicho, todos hemos sido amigos siempre, todos nos hemos mantenido cercanos a lo largo de los años, por lo que reunirse y subirse a la moto de nuevo fue algo natural – sólo parecía ser el momento adecuado”.
Sobre el nuevo material de la banda: “Estamos en el proceso de composición. Sé que Jim Durkin ha estado componiendo, al igual que yo, de hecho, me estoy tomando el fin de semana completo para dedicarlo a hacer temas para Dark Angel, y esperemos que en las próximas semanas más o menos Jim y yo podamos juntarnos e intercambiar ideas y simplemente sentarse y tocar guitarra juntos, durante las próximas semanas y empezar a trabajar para sacar un álbum. Creo que la única premisa entre nosotros o dentro de la banda es que el álbum tiene que ser un disco de Dark Angel que triture bolas, y punto."

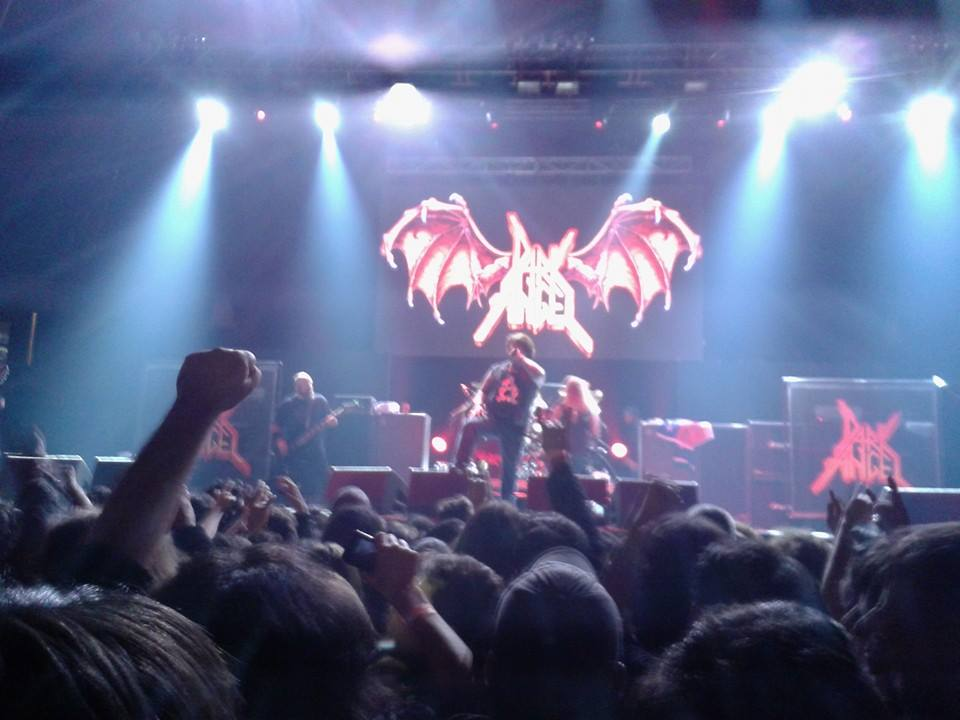
Metal Fest 2014, Chile

## Discografía
- Gonna Burn (1983, demo)
- Hell's On Its Knees (1984, demo)
- Live Demo '84 (1984, demo)
- We Have Arrived (1985, álbum)
- Live Demo From Berkeley (1985, demo)
- Darkness Descends (1986, álbum)
- The Ultimate Revenge 2 (1989, recopilación)
- Leave Scars (1989, álbum)
- Live Scars (1990, álbum en vivo)
- Time Does Not Heal (1991, álbum)
- Decade of Chaos (1992, recopilación)
- Extinction Level Event (2025, sencillo)
- Circular Firing Squad (2025, sencillo)

## Integrantes actuales
- Eric Meyer – guitarra (1984–1992, 2002–2005, 2013–presente)
- Laura Christine - guitarra (2023–presente)
- Gene Hoglan – baterista (1984–1992, 2002–2005, 2013–presente)
- Mike Gonzalez – bajo (1986–1992, 2013–presente)
- Ron Rinehart – vocalista (1987–1992, 2002–2005, 2013–presente)

### Miembros anteriores
- Mike Andrade – batería (1981–1983)
- Rob Yahn – bajo (1981–1986)
- Don Doty – vocalista (1981–1987)
- Jack Schwartz – batería (1983–1984)
- Bob Gourley – batería (1984)
- Lee Rausch – batería (1984)
- Jim Drabos – vocalista (1987)
- Brett Eriksen – guitarra (1989–1991)
- Cris McCarthy – guitarra (1991–1992)
- Danyael Williams – bajo (2002–2005)
- Jim Durkin – guitarra (1981–1989, 2013–2023) (fallecido)